# Confédération nationale des professions libérales
La Confederação Nacional das Profisões Liberais (CNPL - Confédération nationale des professions libérales) est un syndicat brésilien affilié à la Confédération syndicale internationale.